# Kölcsönlakás
A Kölcsönlakás 2019-ben bemutatott magyar filmvígjáték, melyet Dobó Kata rendezett, Ray Cooney és John Chapman azonos című 1969-es színpadi komédiája alapján.

## Szereplők
- Anikó – Balla Eszter
- Balázs – Haumann Máté
- Henrik – Klem Viktor
- Linda – Martinovics Dorina
- Szakács Petra, írónő – Oroszlán Szonja
- Márió, festő – Szabó Simon
- Vénusz, Henrik szeretője – Lékai-Kiss Ramóna
- Alfréd, pultos – Ganxsta Zolee
- Tibor, jógaoktató – Fehér Tibor
- Szilvi, Anikó és Linda húga – Kopek Janka
- Répa Béla – Gosztonyi Csaba
- Márió édesanyja – Martin Márta

## Nézettség
A nézettségi adatok szerint 153 633 jegyet adtak el rá.